# 삼성 갤럭시 A20s
삼성 갤럭시 A20s는 삼성전자가 개발한 안드로이드 패블릿이다. 2019년 9월 23일에 발매되었다. 이 제품은 One UI, 32GB 또는 64GB 내장 스토리지 및 4,000 mAh Li-Polymer 배터리를 갖춘 안드로이드 9(파이)와 함께 제공된다. 이 전화기는 유럽에서 공식적으로 판매된 적이 없다.